# جامعة فيكتوريا (أستراليا)
جامعة فيكتوريا هي جامعة عامة في أستراليا تأسست عام 1916. تقع في مدينة ملبورن.

## إحصائيات
يبلغ عدد طلاب الجامعة 27,695 طالب.